# Авторское право в Великобритании
Современная концепция авторского права Великобритании возникла в Англии в 1710 году, когда был принят Статут королевы Анны, регулировавший права авторов и книгоиздателей.
Закон об авторском праве, промышленных образцах и патентах, являющийся основным законом, регулирующим авторские права в Великобритании, был принят в 1988 году. В первоначальный текст были внесены различные поправки, в основном для приведения в соответствие требованиям Европейского союза.

## Объекты авторских прав
Объектам авторского права относятся литературные, драматические, художественные или музыкальные произведения, звукозапись, фильмы или их трансляция.
Кинофильмы, снятые до 1 июня 1957 года, даты вступления в силу закона об авторском праве 1956 года, не защищены правами. Они защищаются как литературные произведения в соответствии с Актом об авторском праве 1911 года или как серия фотографий.
Беспроводное вещание до 1 июня 1957 года не защищено правами. Акт 1911 года не рассматривал вещание, так как оно ещё не было изобретено. Вещание по кабелю до 1 января 1985 года не защищено правами. Акты 1911 и 1956 годов не предусматривали вещание по кабелю, так как оно не работало.

## История защиты прав
Статут королевы Анны, принятый в 1709 году в Великобритании (краткое название Copyright Act 1709) вступил в силу 10 апреля 1710 года и считается первым полноценным законом об авторских правах. Он назван в честь королевы Анны, в период правления которой он был принят. Статут оказал существенное влияние на законодательство в области авторских прав в Великобритании и США.
Акт об авторском праве (1911) предусматривал, что труд конкретного человека защищён в соответствии с авторским правом, в силу закона, как только он воплощается в физическую форму: будь то роман, картина, музыкальное произведение, написанное в рукописи или в архитектурной схеме. Эта норма остаётся действительной в законах от 1956 (Закон Об авторском праве 1956) и 1988 года.
Для предоставления защиты авторского права на компьютерные базы данных законодательство об авторском праве Великобритании учитывает вложенные труд и навыки, использованные при их составлении, даже если они не являются по сути оригинальными произведениями (поскольку полностью получены из существующих записей), что основывается на доктрине «в поте лица». Такие базы данных также получают защиту через право на базы данных.
Термин «недобросовестное использование» иногда применяется в этом контексте для указания на использование произведения, в которые кто-то вложил много труда и умения, но где мало или нет оригинального. В основном это происходит в случае размножения фотография или ретуши художественных произведений, которые защищены авторским правом, или для простых компьютерных баз данных.
Работник имеет право на защиту авторских прав, если его произведение выполнено после 1 июня 1957 года (Дата, на которую закон об авторском праве 1956 вступил в силу), если его автор:
1. британский гражданин, гражданин британских зависимых территорий, в британских национальных (заграничных),
2. физическое лицо-резидент
3. орган, зарегистрированный в соответствии с законодательством Соединённого Королевства,

Кроме того, работник может пользоваться авторско-правовой охраной, если её первая публикация состоялась:
1. в Соединённом Королевстве,
2. в другой стране, в которой действует принятый закон.

Воспроизведения материалов, изданных после 1 июня 1957 года имеет право на защиту, если:
1. они делаются в Великобритании, или
2. они сделана в другой стране, в которой действует соответствующий закон об авторском праве.

### Первая публикация
Первая публикация определяется как публикация, до которой её не существовало. Если работа одновременно издаётся в нескольких странах, то в 30-дневный срок каждая из этих стран рассматривается в качестве страны первой публикации.
Например, если произведение впервые опубликовано в Великобритании, но издаётся одновременно в Канаде, Австралии и Новой Зеландии, то в течение следующих 30 дней все эти страны рассматриваются (в соответствии с законодательством Великобритании) как страны, в которых произведение было впервые опубликовано.

## Срок действия авторских прав

### Печатные работы
В законе 1911 года срок авторских прав был продлён на всё время жизни автора и на 50 лет после смерти. Эта тенденция сохраняется, в соответствии с Законом 1956 и 1988 годов.
В законе 1995 года срок охраны авторских прав был продлён ещё на 20 лет — всё время жизни автора и 70 лет после его смерти. При этом данный закон был ретроспективным и распространил своё действие как на произведения, срок охраны авторских прав в отношении которых ещё не истёк, так и на произведения авторов, умерших в последние 70 лет, то есть начиная с 1925 года.
Соответственно, авторское право на литературные, драматические, музыкальные и художественные произведения истекает через 70 лет от конца календарного года смерти автора. Там, где работа имеет более одного автора, авторское право истекает через 70 лет после смерти последнего оставшегося в живых из них.

### Другие работы
Для других работ (таких как скульптура, архитектура и др.) — в зависимости от того, является ли автор произведения анонимным или нет. Если автор неизвестен, период действия авторского права заканчивается через 70 лет после создания произведения; или, если в этот период работа была доведена до общественности, через 70 лет после этой даты. Если автором работы является идентифицируемым, авторское право на произведение истекает через 70 лет после смерти автора.
Радиопередачи и звукозаписи имеют свой срок авторского права.

## Продление срока действия авторских прав
До 1 января 1996 года — срок жизни автора плюс 50 лет.